# 鑑貞
鑑貞（かんてい、生没年不詳）は、室町時代後期に活動した僧侶、水墨画家。

## 略伝
画風から16世紀前半に活動したとみられる。『本朝画史』によると唐招提寺総持坊に住した律僧で、「奈良法眼」と称して周文の画法を能くし、荒い筆法は南宋の梁楷の減筆体に似るという。一方『古画備考』では、雪舟や夏珪に似て優れているとしている。事績は全く知られていないが、『多聞院日記』天文13年（1544年）6月2日に、「カンテヰ」という絵師が屏風絵を描いた、という記事が見える。この「カンテヰ」と鑑貞が同一人物かは不明だが、同時代に奈良で活躍したという点が興味深い。
作品は10数点知られている。款記や賛文はなく、「鑑貞」印のみを押す。作品は専門絵師というより素人風が強いが、淡雅で温かみがある。

## 作品
| 作品名               | 技法         | 形状・員数 | 寸法（縦x横cm） | 所有者                                   | 年代 | 落款・印章       | 備考                                                                                             |
| -------------------- | ------------ | ---------- | --------------- | ---------------------------------------- | ---- | ---------------- | ------------------------------------------------------------------------------------------------ |
| 春夏山水図屏風       | 紙本墨画淡彩 | 六曲一隻   | 125.0x352.4     | 個人                                     |      | 無               | 山水図屏風の右隻に相当か。                                                                       |
| 江天暮雪・洞庭秋月図 | 紙本墨画     | 双幅       | 約46x29.9（各） | メトロポリタン美術館バーク・コレクション |      |                  |                                                                                                  |
| 平沙落雁図           | 紙本墨画     |            |                 | 個人                                     |      |                  |                                                                                                  |
| 遠浦帰帆図           | 紙本墨画     | 1幅        | 48.4x31.7       | 東京芸術大学大学美術館                   |      | 「鑑貞」白文方印 |                                                                                                  |
| 遠寺晩鐘図           | 紙本墨画     | 1幅        | 47.5x31.5       | 東京国立博物館                           |      |                  | 上記の瀟湘八景図は、元々一揃えの屏風絵だったと見られる。                                         |
| 瀟湘八景図画         | 紙本墨画     | 1帖8図     | 31.3x23.8（各） | 大和文華館                               |      |                  |                                                                                                  |
| 山水図               | 紙本墨画淡彩 | 1幅        | 60.1x31.0       | 福岡市美術館                             |      |                  |                                                                                                  |
| 山水図               | 紙本墨画淡彩 | 双幅       | 50x31.7（各）   | 大英博物館                               |      |                  |                                                                                                  |
| 春景山水図           | 紙本墨画淡彩 | 1幅        | 47.1x31.0       | ドラッカーコレクション                   |      | 「鑑貞」白文方印 | 印の中央に「春一」とあり、これは元々貼交屏風への貼り込み位置を指定するための書き入れと見られる。 |
| 花鳥図               | 紙本墨画著色 | 双幅       | 47.8x31.2（各） | ドラカーコレクション                     |      | 「鑑貞」白文方印 |                                                                                                  |